# Ад-Дусари, Абдуллах аль-Джумаан
Абдулла́ Джумаа́н а́д-Досари́ (араб. عبدالله الجمعان الدوسري‎, англ. Abdullah Jumaan ad-Dosari, 10 ноября 1977, Саудовская Аравия) — саудовский футболист, нападающий. Выступал за сборную Саудовской Аравии. Участник чемпионата мира 2002 года.

## Карьера

### Клубная
Профессиональную карьеру начал в 1998 году в клубе «Аль-Хиляль» из Эр-Рияда, за который выступал до 2006 года, став за это время вместе с командой дважды чемпионом Саудовской Аравии, четырежды обладателем Кубка наследного принца Саудовской Аравии, один раз обладателем Кубка Саудовской федерации футбола и дважды Кубка принца Фейсала, и по одному разу победителем Лиги чемпионов АФК, Кубка обладателей кубков Азии, Суперкубка Азии, Арабского кубка обладателей кубков, Арабского суперкубка и Саудовско-Египетского суперкубка.
В конце 2006 года перешёл в «Аль-Ахли» из Джидды, в котором играет по сей день, завоевав за это время вместе с командой 5-й в своей карьере Кубок наследного принца Саудовской Аравии и 3-й в карьере Кубок принца Фейсала.

### В сборной
В составе главной национальной сборной Саудовской Аравии выступал с 2000 по 2005 год, проведя за это время 23 матча и забив 6 мячей в ворота соперников. Участник чемпионата мира 2002 года, на котором сыграл во всех 3-х матчах команды, выходя на замену во 2-м тайме. Вместе с командой доходил до финала Кубка Азии в 2000 году, а также становился обладателем Кубка арабских наций и дважды Кубка наций Персидского залива.

## Достижения

### Командные
Финалист Кубка Азии: (1)
- 2000

Обладатель Кубка арабских наций: (1)
- 2002

Обладатель Кубка наций Персидского залива: (2)
- 2002, 2003

Чемпион Саудовской Аравии: (2)
- 2001/02, 2004/05

Обладатель Кубка наследного принца Саудовской Аравии: (5)
- 1999/00, 2002/03, 2004/05, 2005/06, 2006/07

Обладатель Кубка Саудовской федерации футбола: (1)
- 1999/00

Обладатель Кубка принца Фейсала: (3)
- 2004/05, 2005/06, 2006/07

Победитель Лиги чемпионов АФК: (1)
- 2000

Обладатель Кубка обладателей кубков Азии: (1)
- 2002

Обладатель Суперкубка Азии: (1)
- 2000

Обладатель Арабского кубка обладателей кубков: (1)
- 2000/01

Обладатель Арабского суперкубка: (1)
- 2001

Обладатель Саудовско-Египетского суперкубка: (1)
- 2001